# Praga 13
Praga 13 és un barri municipal que comprèn una porció extensa de l'àrea cadastral Stodůlky, així com altres subdivisions territorials com, per exemple, Jinonice, Třebonice i Řeporyje. Està situat en el districte urbà de Praga 5, més exactament, al sud-oest de la ciutat, prop de la sortida de carretera D5. La major part de la ciutat es constitueix a partir del barri residencial Jihozápadní Město.

## El districte administratiu
El despatx del barri municipal Praga 13 s'ocupa de l'execució de l'activitat estesa de l'administració estatal que inclou la zona del districte urbà Praga-Řeporyje.

## Història
La ciutat de Praga està composta pel territori d'aquest barri municipal a partir de l'any 1974. Geogràficament, es tracta d'una protuberància entre les valls Motolské, Prokopské i Daleiské, fraccionat al voltant del font del Rierol Procopià. Durant molt de temps els poblets anteriors com Stodůlky, Velká Ohrada, Malá Ohrada i Třebonice formaven la unitat autogestionari en l'àmbit del districte municipal Praga 5 sota el nom de Stodůlky. Avui dia es tracta d'una part urbana autonòmica de Praga 13. Les zones protegides de les valls Prokopské i Daleiské fan d'aquest territori una localitat interessant des del punt de vista geogràfic. Una part de la vall Prokopské està constituïda per un volcà submarí del Paleozoic.
L'aparició dels primers habitants d'aquesta regió data de fa 20 mil anys, a l'època del últim període glacial. Les darreres troballes, descobertes en la Caverna de San Procopi, testimonien aquesta presència. En els nostres dies ja sabem que la població d'aquesta part de Praga fou molt densa. Això ha sigut posat en evidència pels resultats de la investigació arqueològica empresa entre els anys 1978 i 1987, durant la construcció d'un barri residencial. La investigació va demostrar també que en el lloc, on avui se situeix Nové Butovice, es trobaven en el passat més de seixanta sepulcres, la qual cosa fa d'aquesta localitat el quart cementeri antic més gran en Europa. El cementeri, típic per la cultura de Unetice, va possibilitar que es trobessin altres artefactes, tals com per exemple les joies de bronze, els pendents, agulles, braçalets, destrals de guerra i ganivets amb fulles triangulars.

Praga 13 va créixer en la localitat, on prèviament es trobaven diverses varietats de poblets antics com Nové Butovice, Stodůlky, Lužiny, Velká Ohrada, Malá Ohrada i Třebonice.

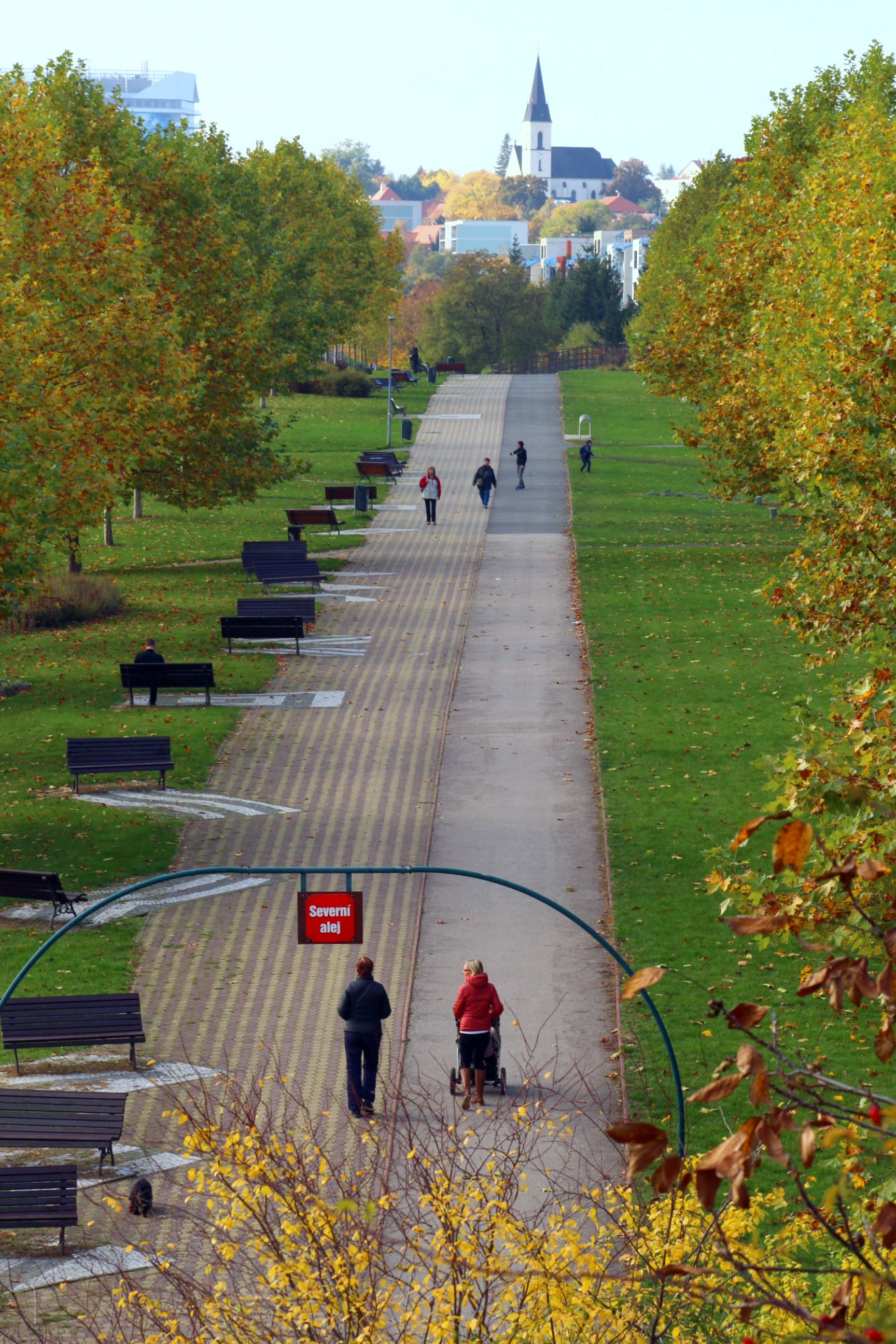
El parc central amb la vista de L'Església de San Jaume
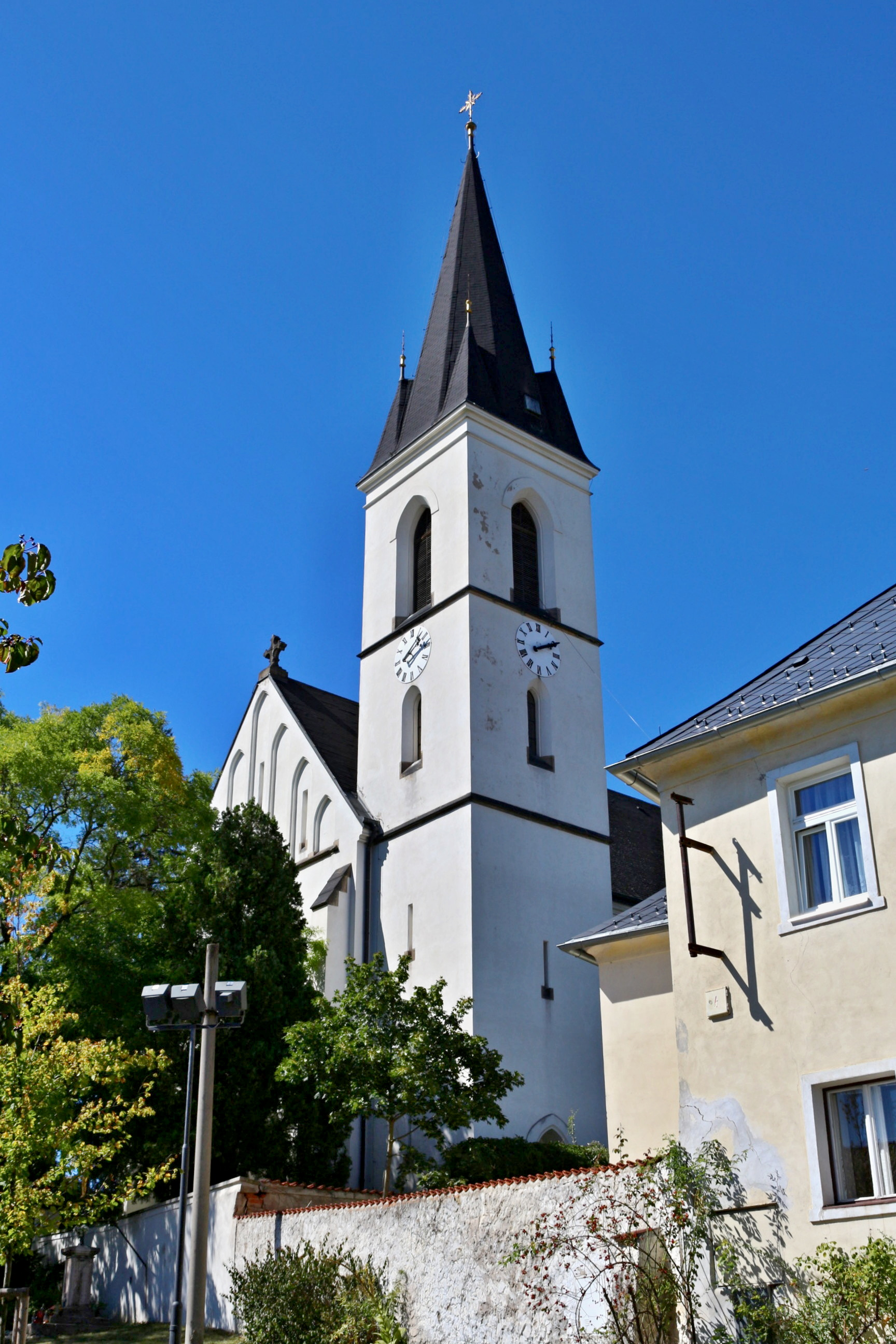
L'Església de San Jaume a Stodůlky
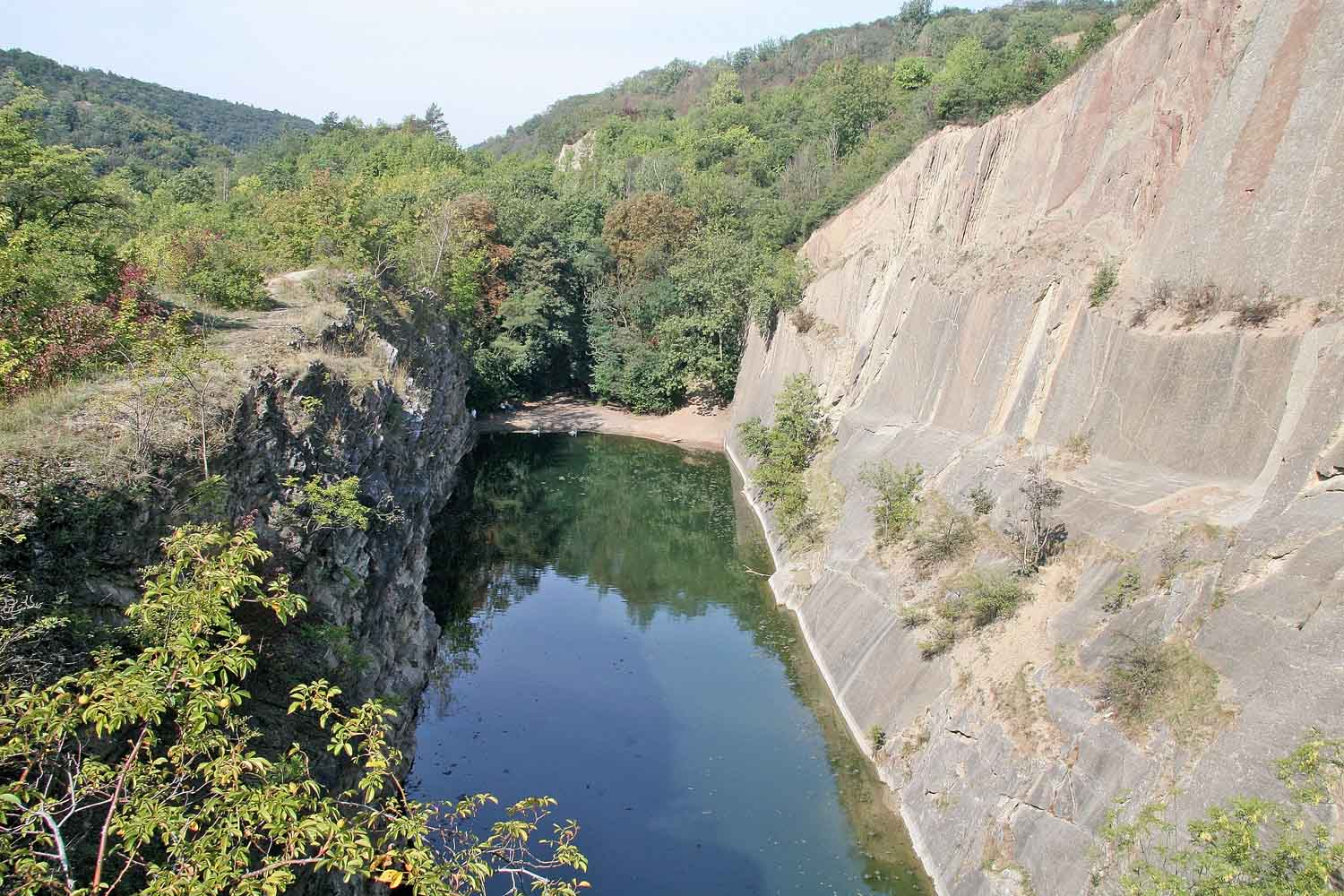
El llac en la vall Prokopské
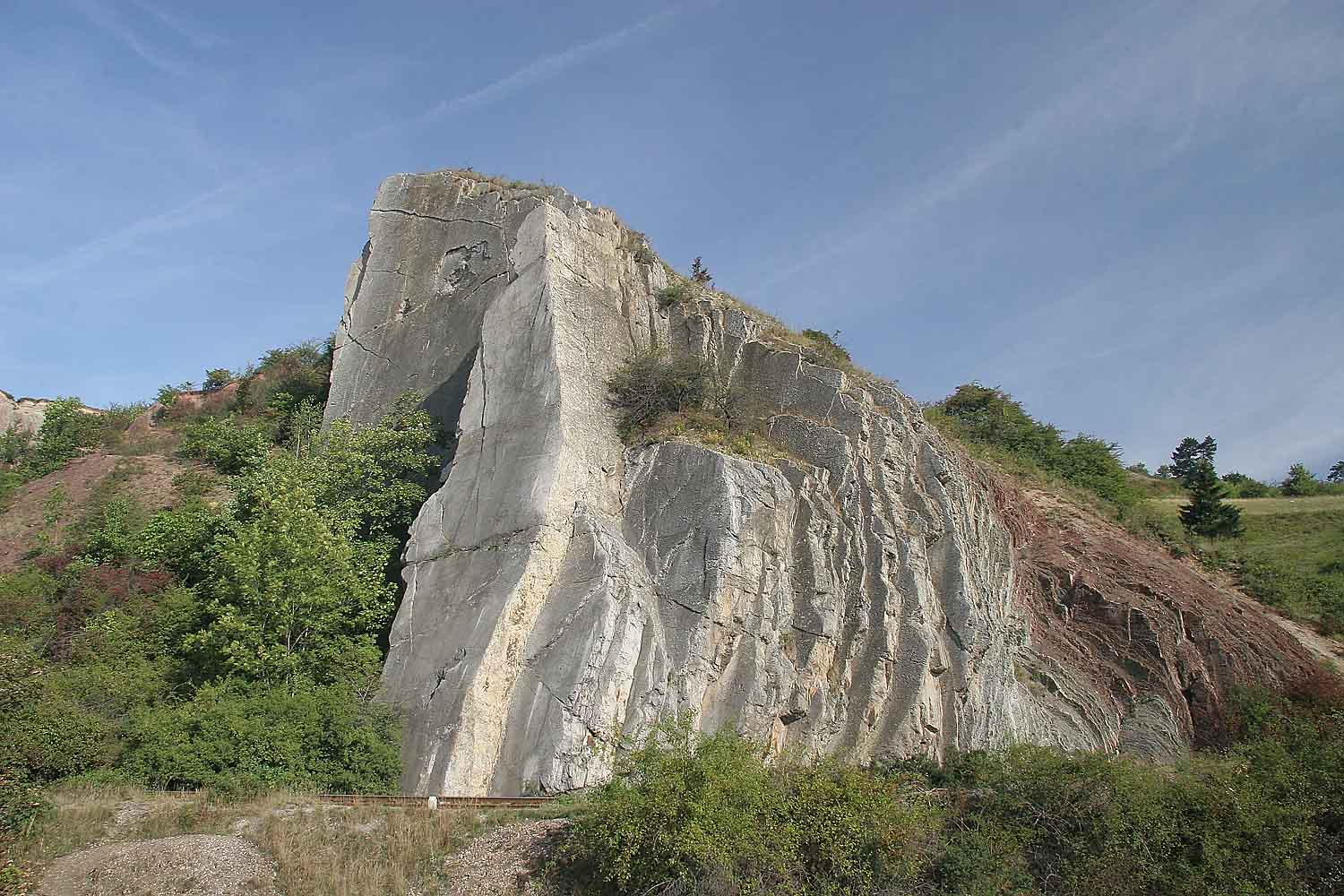
La Roca de la vall Prokopské

## L'època contemporània
El desenvolupament de Praga 13 va començar simultàniament amb la construcció de la línia B del metro l'any 1994 i continua creixent amb molta velocitat. Gràcies a la seva posició prop del centre urbà, diverses espècies d'edificis econòmics com els hipermercats i fins i tot els centres comercials es construeixen justament aquí. A part d'això, es van construir nous edificis administratius.
El barri residencial Jihozápadní Město (Ciutat Sud-occidental), que ara constitueix la major part de Praga 13, està subdividit en altres parts residenciales Nové Butovice, Lužiny i Stodůlky. Des de l'any 2008, es segueix perllongant la construcció d'un nou barri municipal Západní Město (Ciutat Occidental) en les localitats Stodůlky i Třebonice a l'oest de l'estació metro Stodůlky.

En el parlar local, de vegades, el districte de Praga 13 és conegut també com "la ciutat on el sol se'n va a dormir".

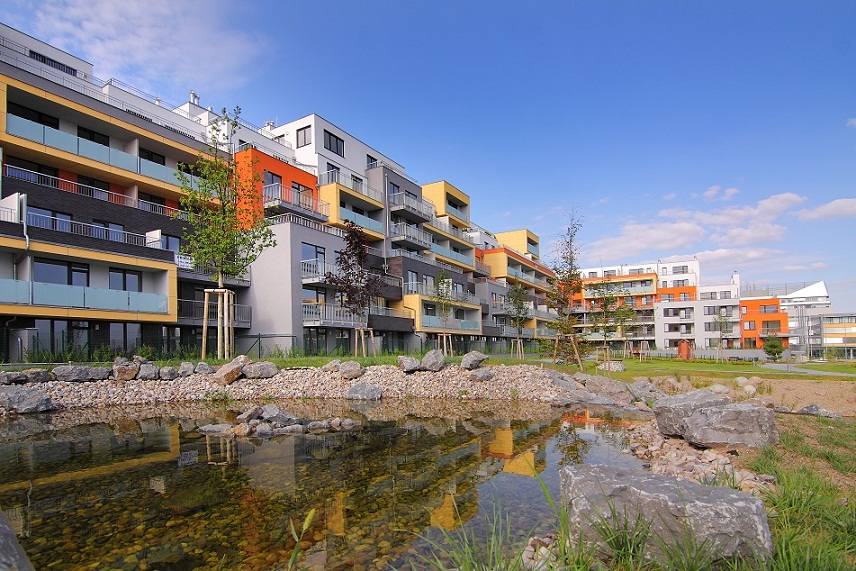
Les residències en El Barri Britànic
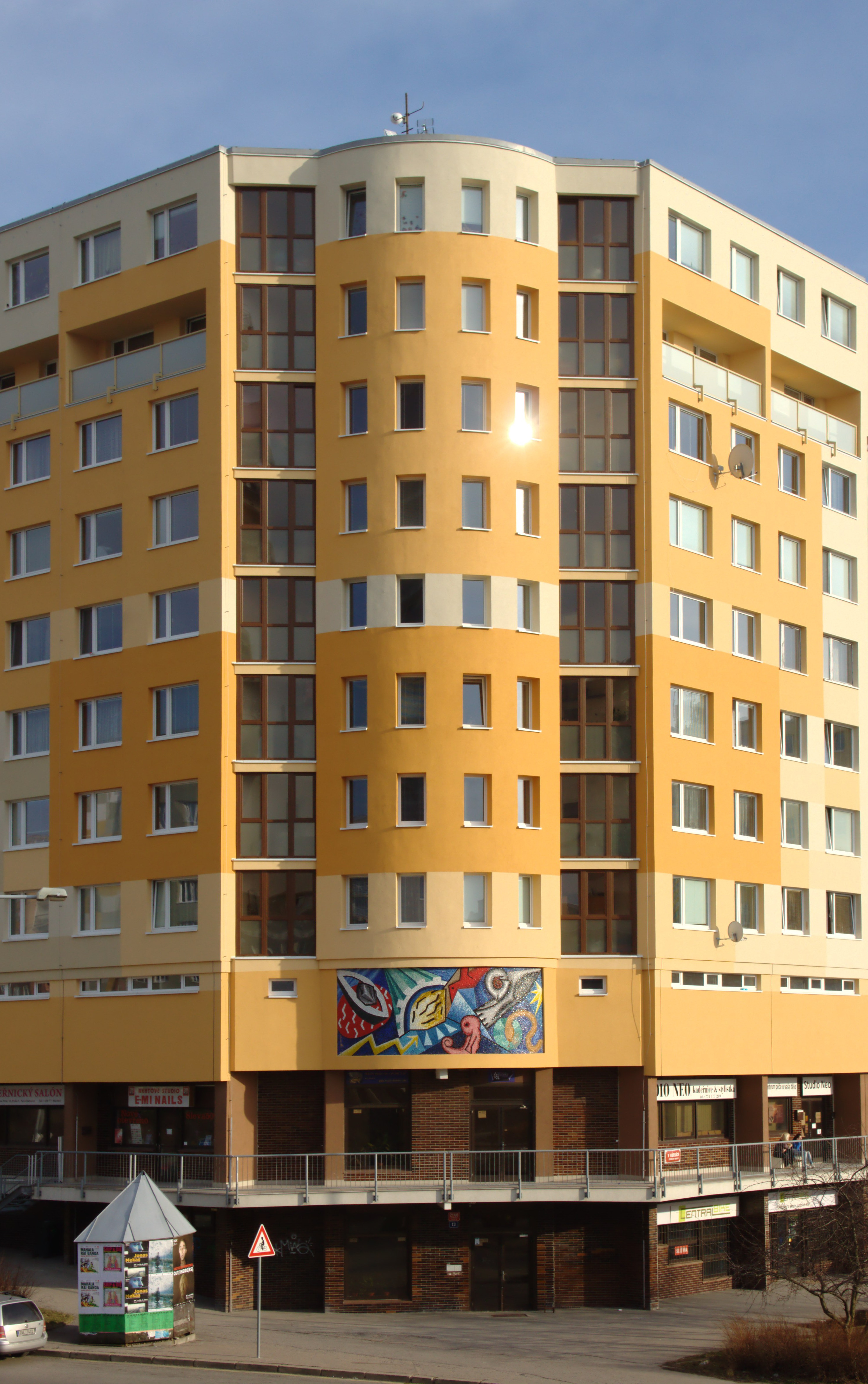
El Barri residencial
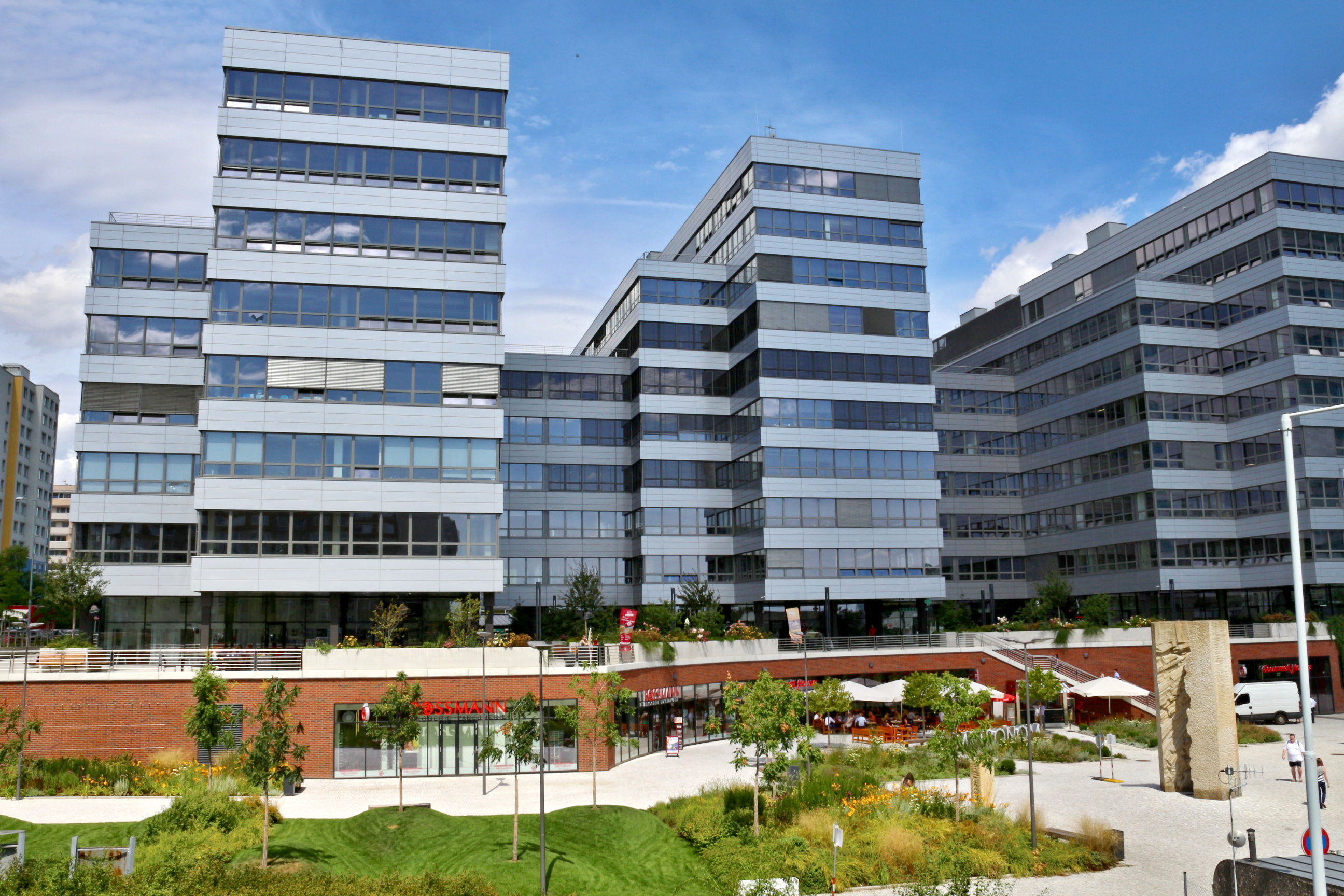
Metronom Business Center a Nové Butovice
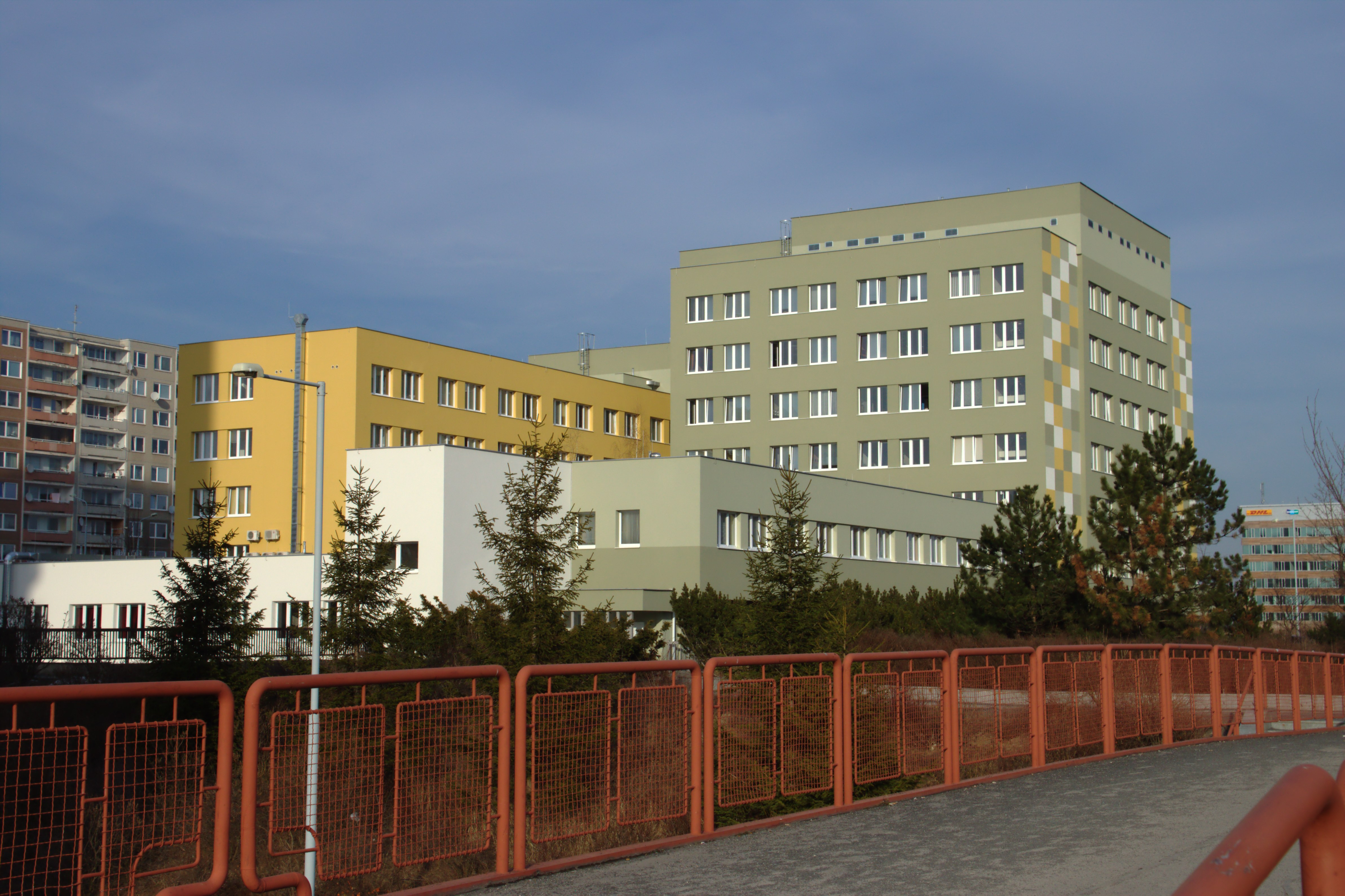
La clínica de "Lípa"
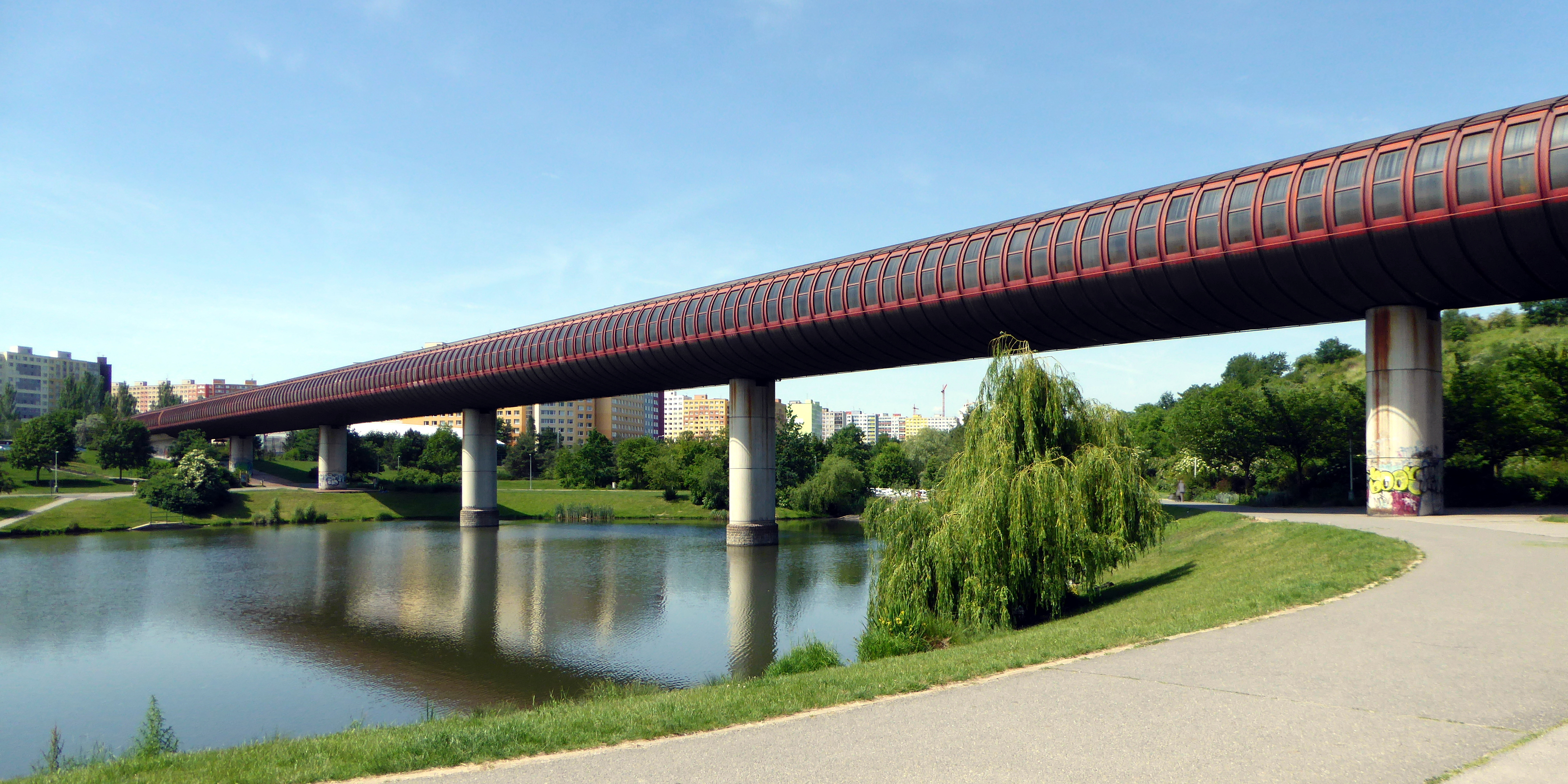
Línies tub del metro
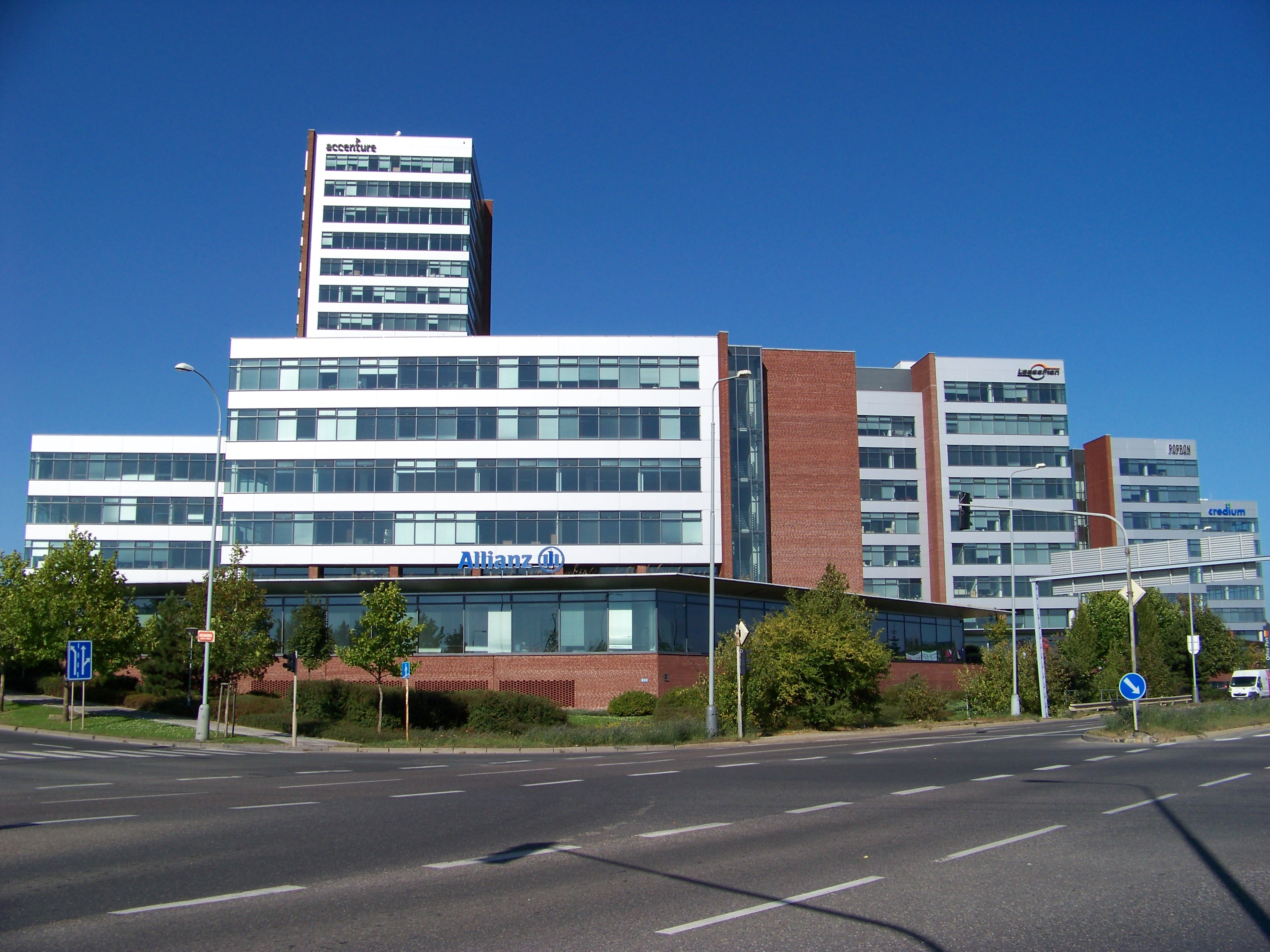
Office Park a Nové Butovice
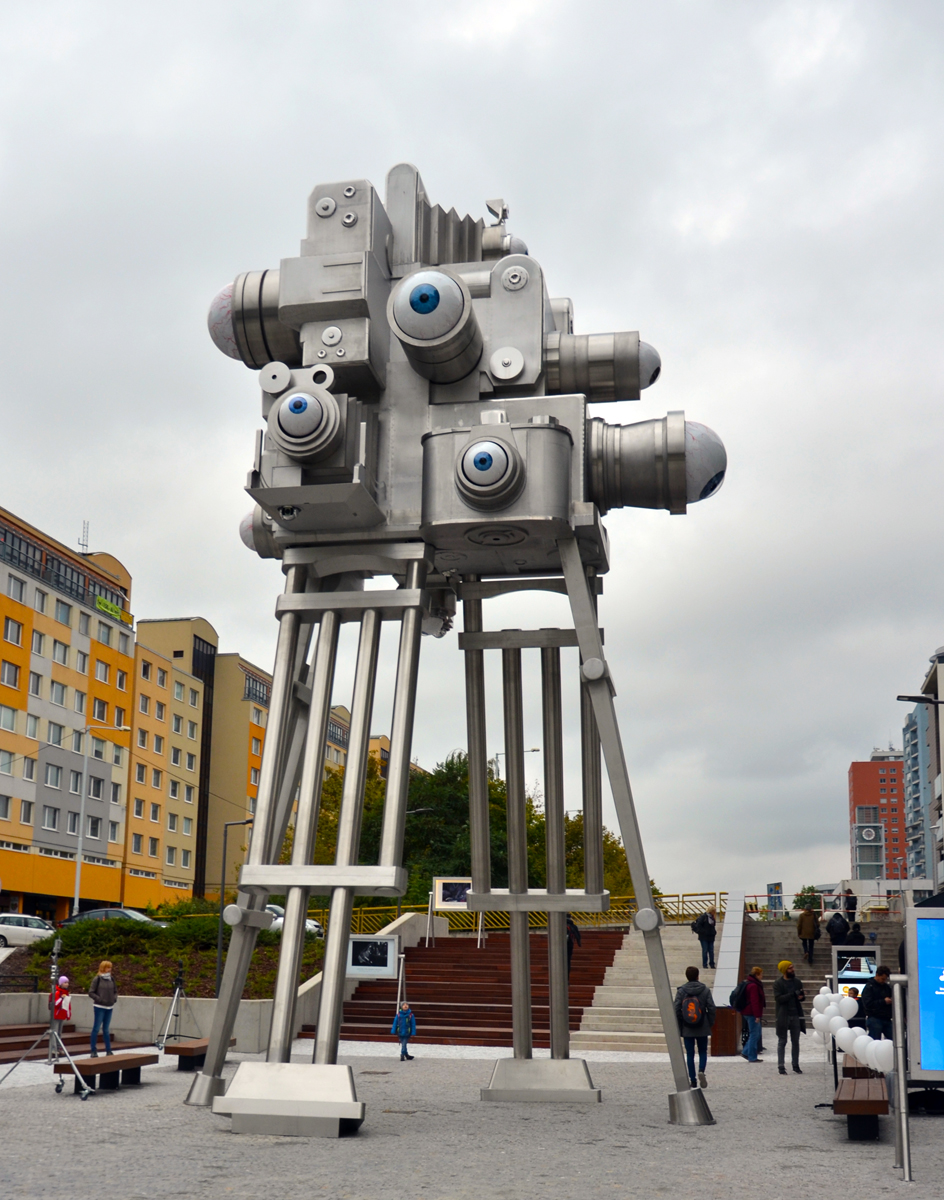
L'estàtua "Trifot" a Nové Butovice